# Mortal Constraint
Mortal Constraint war eine deutsch-schweizerische Elektronik-Formation, die 1991 von Ingo Lindmeier und Jürgen Fahrner gegründet wurde.

## Hintergrund
Beeinflusst durch Gruppen wie The Klinik und Clock DVA formierten Lindmeier, wohnhaft in Lörrach, und Fahrner, wohnhaft in Zürich, das Projekt Mortal Constraint.
1993 veröffentlichten sie die Demo-Kassette The Legend of Deformation und wurden kurze Zeit darauf von der Hamburger Plattenfirma Glasnost Records unter Vertrag genommen.
1994 erschien das erste und einzige Vollzeitalbum The Legend of Deformation, mit dem die Band jedoch Maßstäbe setzte: eine Vielzahl von Projekten aus dem Elektro-Umfeld, darunter Suicide Commando und Disharmony, ließ sich durch die Musik von Mortal Constraint inspirieren.
Am 22. Oktober 1994 nahm die Band – neben Künstlern wie Placebo Effect und Die Form – am Diabolus-Cantus-Festival in Karlsruhe-Durlach teil.
Es folgten vier exklusive Stücke, bspw. die Ur-Version von Empty Eyes auf der Compilation Paranoise Volume 1 (1994), das Stück Hiding auf der Compilation Floating Waves (1994) sowie Time und Praying for the Rain auf der Schweizer Compilation Sonic Dawn (1995).
1995 widmeten Lindmeier und Fahrner sich ihren Solo-Projekten Polygon und Loss of Centre. Eine zweite, für dasselbe Jahr geplante Mortal-Constraint-Veröffentlichung wurde verworfen. Mortal Constraint wurde Ende der 1990er auf Eis gelegt. Die 1999 veröffentlichte EP Second Move stellte hierbei für lange Zeit das letzte Lebenszeichen des Projekts dar.
Nach langjähriger Pause absolvierten Mortal Constraint am 17. Januar 2009 ein Konzert in Zürich. Ein weiterer Auftritt folgte am 21. März 2009 im Uni-K.u.M. Erfurt.

## Diskografie

### Alben / EPs
- 1992: The Legend of Deformation (MC)
- 1994: The Legend of Deformation (CD)
- 1999: Second Move (EP)

### Compilations
- 1994: Empty Eyes (auf Paranoise Volume 1)
- 1994: Hiding (auf Floating Waves)
- 1995: Time (auf Sonic Dawn)
- 1995: Praying for the Rain (auf Sonic Dawn)